# Bertyny
Bertyny (deutsch Bertienen) ist ein kleiner Ort in der polnischen Woiwodschaft Ermland-Masuren und gehört zur Gmina Reszel (Stadt- und Landgemeinde Rößel) im Powiat Kętrzyński (Kreis Rastenburg).

## Geographische Lage
Bertyny liegt in der nördlichen Mitte der Woiwodschaft Ermland-Masuren, acht Kilometer südöstlich der Stadt Reszel (deutsch Rößel) und neun Kilometer südwestlich der Kreisstadt Kętrzyn (deutsch Rastenburg).

## Geschichte
Als ein großer Hof wurde das damalige Bertinen 1853 gegründet. Im Königlich Preußischen Amtsblatt war am 23. Dezember 1853 vermerkt: „Dem auf der Feldmark der Dorfschaft Beeslack, Kreises Rastenburg, neu errichteten Etablissement ist der Name Bertinen beigelegt worden, ohne daß in den bisherigen Kommunal-, polizeilichen und sonstigen Verhältnissen hierdurch etwas geändert wird“. Bertienen war bis 1945 ein Wohnplatz der Gemeinde Bäslack (polnisch Bezławki) im Kreis Rastenburg im Regierungsbezirk Königsberg innerhalb der preußischen Provinz Ostpreußen. 1885 waren hier 50, 1905 noch 34 Einwohner registriert.
In Kriegsfolge kam Bertienen 1945 mit dem gesamten südlichen Ostpreußen zu Polen und erhielt die polnische Namensform „Bertyny“. Heute ist es eine Ortschaft in der Stadt- und Landgemeinde Reszel (Rößel) im Powiat Kętrzyński (Kreis Rastenburg), bis 1998 der Woiwodschaft Olsztyn, seither der Woiwodschaft Ermland-Masuren zugehörig. Im  Jahr 2007 zählt Bertyny 40 Einwohner.

## Kirche
Bis 1945 war Bertienen in die evangelische Kirche Bäslack (polnisch Bezławki) in der Kirchenprovinz Ostpreußen der Kirche der Altpreußischen Union sowie in die katholische Kirche Heiligelinde (polnisch Święta Lipka) im damaligen Bistum Ermland eingepfarrt. Heute ist Bertyny evangelischerseits zur Johanneskirche Kętrzyn in der Diözese Masuren der Evangelisch-Augsburgischen Kirche in Polen hin orientiert. Katholischerseits besteht die Verbindung zur Kirche Bezławki, Filialkirche der Pfarrei Wilkowo (Wilkendorf), im jetzigen Erzbistum Ermland.

## Verkehr
Bertyny liegt an einer untergeordneten Nebenstraße, die Bezławki (Bäslack) mit Bezławecki Dwór (Bäslackshof) verbindet. Außerdem endet eine von Stąpławki (Adlig Stumplack) kommende Nebenstraße in Bertyny. Ein Bahnanschluss besteht nicht.